# Апериодическое звено
Апериодическое звено — понятие, относящееся к теории автоматического управления. Типовое динамическое звено.

## Апериодическое звено первого порядка
Апериодическое звено первого порядка — одноемкостное, инерционное звено, которое можно описать дифференциальным уравнением:
{\displaystyle a_{1}{\dot {y}}(t)+a_{0}y(t)=b_{0}x(t)}.
К стандартному виду приводится делением на {\displaystyle a_{0}} правой и левой части уравнения:
{\displaystyle T{\dot {y}}(t)+y(t)=kx(t)},
где:
- {\displaystyle y(t)} — выходная величина;
- {\displaystyle x(t)} — входная величина;
- {\displaystyle k={\frac {b_{0}}{a_{0}}}} — коэффициент усиления звена;
- {\displaystyle T={\frac {a_{1}}{a_{0}}}} — постоянная времени, характеризующая инерционность звена. Чем больше постоянная времени звена, тем дольше длится переходный процесс.

### Временные характеристики
Переходная функция:
{\displaystyle h(t)=k(1-\mathrm {e} ^{-{\frac {t}{T}}})}
Весовая функция:
{\displaystyle w(t)={\frac {k}{T}}\mathrm {e} ^{-{\frac {t}{T}}}}

### Передаточная функция
Передаточная функция апериодического звена 1-го порядка получается путём применения к дифференциальному уравнению свойства дифференцирования оригинала преобразования Лапласа:
{\displaystyle TsY(s)+Y(s)=kX(s)},
{\displaystyle Y(s)[Ts+1]=X(s)k}.
{\displaystyle W(s)={\frac {Y(s)}{X(s)}}={\frac {k}{Ts+1}}}
Комплексная передаточная функция получается при подставлении вместо {\displaystyle s} комплексной переменой {\displaystyle j\omega }.
Чтобы разделить на мнимую и действительную часть необходимо домножить числитель и знаменатель на комплексно-сопряженное число {\displaystyle (1-j\omega T)}:
{\displaystyle W(j\omega )={\frac {k}{1+j\omega T}}\cdot {\frac {1-j\omega T}{1-j\omega T}}={\frac {k-j\omega Tk}{1+\omega ^{2}T^{2}}}={\frac {k}{1+\omega ^{2}T^{2}}}-j{\frac {\omega Tk}{1+\omega ^{2}T^{2}}}}
{\displaystyle \mathrm {Re} \left\{W(j\omega )\right\}={\frac {k}{1+\omega ^{2}T^{2}}}}
{\displaystyle \mathrm {Im} \left\{W(j\omega )\right\}=-{\frac {\omega Tk}{1+\omega ^{2}T^{2}}}}

### АФЧХ
Амплитудная и фазовая частотные характеристики для заданной передаточной функции:
{\displaystyle W(s)={\frac {2}{0.1s+1}}}

### ЛАФЧХ
Логарифмические амплитудная и фазовая частотные характеристики для заданной выше передаточной функции.
Из амплитудной характеристики видно, что колебания частот {\displaystyle \omega <{\frac {1}{T}}} проходят через апериодическое звено 1-го порядка с отношением выходной и входной амплитуд близким к коэффициенту передачи звена {\displaystyle k}. Колебания частот {\displaystyle \omega >{\frac {1}{T}}} проходят со значительным уменьшением амплитуды, следовательно «плохо пропускаются» звеном. Чем меньше постоянная времени {\displaystyle T}, а следовательно, чем меньше инерционность звена, тем более растянута амплитудная характеристика вдоль оси частот и больше полоса пропускания частот данного звена. Аналогично, в случае фазовой характеристики, чем меньше постоянная времени {\displaystyle T}, тем более растянута фазовая характеристика вдоль оси частот и меньше фазовые сдвиги между выходными и входными колебаниями. Угол отставания с увеличением частоты растет, а амплитуда колебаний на выходе падает. Предельный угол отставания равен -π/2. 
После подачи на вход возмущающего воздействия отклонение выходной величины будет изменяться по экспоненте с максимальной скоростью в начальный момент. Затем скорость уменьшается до нуля, а выходная величина достигает нового установившегося значения.
В системах автоматического управления в качестве апериодического звена могут выступать двигатели постоянного тока, сопротивления и индуктивности, нагревательная камера, гидравлическая система с дросселем на выходе и др. 
В целом считается, что почти любой объект управления в первом приближении, очень грубо, можно описать апериодическим звеном 1-го порядка.

## Апериодическое звено второго порядка
Уравнение апериодического звена 2-го порядка имеет вид 

{\displaystyle T_{2}^{2}{\frac {d^{2}x_{2}}{dt^{2}}}+T_{1}{\frac {dx_{2}}{dt}}+x_{2}=kx_{1}},
Передаточная функция апериодического звена 2-го порядка:

{\displaystyle W(s)={\frac {k}{T_{2}^{2}s^{2}+T_{1}s+1}}}
Два последовательно соединенных апериодических звена 1-го порядка, могут быть представлены как апериодическое звено 2-го порядка с общим коэффициентом усиления.

## Примеры применения
Одним из примеров апериодического звена первого порядка является RL – цепь, где входной величиной является напряжение U1, поступающее на цепь, а в качестве выходной величины может рассматриваться ток или напряжение U2 на сопротивлении R .В первом случае коэффициент передачи k = 1 / R, а во втором k = 1 Постоянная времени звена T = L / R.